# Liste des députés européens d'Allemagne de la 10e législature
Cet article présente la liste des députés européens d'Allemagne de la 10e législature (2024-2029).

## Répartition partisane
| Groupe     | Groupe                                    | Groupe                                                    | Sièges  | Liste d'élection                         | Parti(s) | Parti(s)                                                        | Parti(s) européen | Parti(s) européen | Sièges |
| ---------- | ----------------------------------------- | --------------------------------------------------------- | ------- | ---------------------------------------- | -------- | --------------------------------------------------------------- | ----------------- | ----------------- | ------ |
|            |                                           | Groupe du Parti populaire européen (PPE)                  | 31 / 96 | Union                                    |          | Union chrétienne-démocrate d'Allemagne (CDU)                    |                   | PPE               | 23     |
|            | Union chrétienne-sociale en Bavière (CSU) | Groupe du Parti populaire européen (PPE)                  | 31 / 96 | Union                                    |          | PPE                                                             | 6                 |                   |        |
| ÖDP        |                                           | Groupe du Parti populaire européen (PPE)                  | 31 / 96 | Parti écologiste-démocrate (ÖDP)         |          | ALE                                                             | 1                 |                   |        |
| Familie    |                                           | Groupe du Parti populaire européen (PPE)                  | 31 / 96 | Parti des familles d'Allemagne (Familie) |          | ECPM                                                            | 1                 |                   |        |
|            |                                           | Verts/Alliance libre européenne (Verts/ALE)               | 15 / 96 | Grüne                                    |          | Alliance 90 / Les Verts (Grüne)                                 |                   | PVE               | 12     |
| Volt       |                                           | Verts/Alliance libre européenne (Verts/ALE)               | 15 / 96 | Volt Allemagne (Volt)                    |          | Volt                                                            | 3                 |                   |        |
|            |                                           | Alliance progressiste des socialistes et démocrates (S&D) | 14 / 96 | SPD                                      |          | Parti social-démocrate d'Allemagne (SPD)                        |                   | PSE               | 14     |
|            |                                           | L'Europe des nations souveraines (ENS)                    | 14 / 96 | AfD                                      |          | Alternative pour l'Allemagne (AfD)                              |                   | Aucun             | 14     |
|            |                                           | Non-inscrits au Parlement européen (NI)                   | 10 / 96 | BSW                                      |          | Alliance Sahra Wagenknecht - Pour la raison et la justice (BSW) |                   | Aucun             | 6      |
| Die PARTEI |                                           | Non-inscrits au Parlement européen (NI)                   | 10 / 96 | Die PARTEI                               |          | Aucun                                                           | 2                 |                   |        |
| PdF        |                                           | Non-inscrits au Parlement européen (NI)                   | 10 / 96 | Parti du progrès (PdF)                   |          | Aucun                                                           | 1                 |                   |        |
| AfD        |                                           | Non-inscrits au Parlement européen (NI)                   | 10 / 96 | Alternative pour l'Allemagne (AfD)       |          | Aucun                                                           | 1                 |                   |        |
|            |                                           | Renew Europe                                              | 8 / 96  | FDP                                      |          | Parti libéral-démocrate (FDP)                                   |                   | ALDE              | 5      |
| FW         |                                           | Renew Europe                                              | 8 / 96  | Électeurs libres (FW)                    |          | PDE                                                             | 3                 |                   |        |
|            |                                           | La Gauche (GUE/NGL)                                       | 4 / 96  | Die Linke                                |          | Die Linke                                                       |                   | PGE / MLP         | 2      |
|            | Indépendante                              | La Gauche (GUE/NGL)                                       | 4 / 96  | Die Linke                                |          | Aucun                                                           | 1                 |                   |        |
| Tiersch.   |                                           | La Gauche (GUE/NGL)                                       | 4 / 96  | Parti de protection des animaux          |          | APEU                                                            | 1                 |                   |        |

## Liste des députés européens
Composition de la délégation des députés européens allemands actuels prenant en compte les éventuelles modifications.
| Nom                           | Parti | Parti                                                     | Circonscription             | Liste      | Groupe parlementaire européen | Groupe parlementaire européen | Portrait |
| ----------------------------- | ----- | --------------------------------------------------------- | --------------------------- | ---------- | ----------------------------- | ----------------------------- | -------- |
| Hildegard Bentele             |       | Union chrétienne-démocrate d'Allemagne                    | Berlin                      | Union      |                               | PPE                           |          |
| Stefan Berger                 |       | Union chrétienne-démocrate d'Allemagne                    | Rhénanie-du-Nord-Westphalie | Union      |                               | PPE                           |          |
| Daniel Caspary                |       | Union chrétienne-démocrate d'Allemagne                    | Bade-Wurtemberg             | Union      |                               | PPE                           |          |
| Christian Doleschal           |       | Union chrétienne-sociale en Bavière                       | Bavière                     | Union      |                               | PPE                           |          |
| Lena Düpont                   |       | Union chrétienne-démocrate d'Allemagne                    | Basse-Saxe                  | Union      |                               | PPE                           |          |
| Christian Ehler               |       | Union chrétienne-démocrate d'Allemagne                    | Brandebourg                 | Union      |                               | PPE                           |          |
| Markus Ferber                 |       | Union chrétienne-sociale en Bavière                       | Bavière                     | Union      |                               | PPE                           |          |
| Michael Gahler                |       | Union chrétienne-démocrate d'Allemagne                    | Hesse                       | Union      |                               | PPE                           |          |
| Jens Gieseke                  |       | Union chrétienne-démocrate d'Allemagne                    | Basse-Saxe                  | Union      |                               | PPE                           |          |
| Niclas Herbst                 |       | Union chrétienne-démocrate d'Allemagne                    | Schleswig-Holstein          | Union      |                               | PPE                           |          |
| Monika Hohlmeier              |       | Union chrétienne-sociale en Bavière                       | Bavière                     | Union      |                               | PPE                           |          |
| Stefan Köhler                 |       | Union chrétienne-sociale en Bavière                       | Bavière                     | Union      |                               | PPE                           |          |
| Peter Liese                   |       | Union chrétienne-démocrate d'Allemagne                    | Rhénanie-du-Nord-Westphalie | Union      |                               | PPE                           |          |
| Norbert Lins                  |       | Union chrétienne-démocrate d'Allemagne                    | Bade-Wurtemberg             | Union      |                               | PPE                           |          |
| David McAllister              |       | Union chrétienne-démocrate d'Allemagne                    | Basse-Saxe                  | Union      |                               | PPE                           |          |
| Alexandra Mehnert             |       | Union chrétienne-démocrate d'Allemagne                    | Saxe-Anhalt                 | Union      |                               | PPE                           |          |
| Verena Mertens                |       | Union chrétienne-démocrate d'Allemagne                    | Rhénanie-du-Nord-Westphalie | Union      |                               | PPE                           |          |
| Angelika Niebler              |       | Union chrétienne-sociale en Bavière                       | Bavière                     | Union      |                               | PPE                           |          |
| Dennis Radtke                 |       | Union chrétienne-démocrate d'Allemagne                    | Rhénanie-du-Nord-Westphalie | Union      |                               | PPE                           |          |
| Oliver Schenk                 |       | Union chrétienne-démocrate d'Allemagne                    | Saxe                        | Union      |                               | PPE                           |          |
| Christine Schneider           |       | Union chrétienne-démocrate d'Allemagne                    | Rhénanie-Palatinat          | Union      |                               | PPE                           |          |
| Andreas Schwab                |       | Union chrétienne-démocrate d'Allemagne                    | Bade-Wurtemberg             | Union      |                               | PPE                           |          |
| Ralf Seekatz                  |       | Union chrétienne-démocrate d'Allemagne                    | Rhénanie-Palatinat          | Union      |                               | PPE                           |          |
| Sven Simon                    |       | Union chrétienne-démocrate d'Allemagne                    | Hesse                       | Union      |                               | PPE                           |          |
| Sabine Verheyen               |       | Union chrétienne-démocrate d'Allemagne                    | Rhénanie-du-Nord-Westphalie | Union      |                               | PPE                           |          |
| Axel Voss                     |       | Union chrétienne-démocrate d'Allemagne                    | Rhénanie-du-Nord-Westphalie | Union      |                               | PPE                           |          |
| Marion Walsmann               |       | Union chrétienne-démocrate d'Allemagne                    | Thuringe                    | Union      |                               | PPE                           |          |
| Manfred Weber                 |       | Union chrétienne-sociale en Bavière                       | Bavière                     | Union      |                               | PPE                           |          |
| Andrea Wechsler               |       | Union chrétienne-démocrate d'Allemagne                    | Bade-Wurtemberg             | Union      |                               | PPE                           |          |
| Maximilian Krah               |       | Alternative pour l'Allemagne                              | Allemagne                   | AfD        |                               | NI                            |          |
| Petr Bystron                  |       | Alternative pour l'Allemagne                              | Allemagne                   | AfD        |                               | ENS                           |          |
| René Aust                     |       | Alternative pour l'Allemagne                              | Allemagne                   | AfD        |                               | ENS                           |          |
| Christine Anderson            |       | Alternative pour l'Allemagne                              | Allemagne                   | AfD        |                               | ENS                           |          |
| Alexander Jungbluth           |       | Alternative pour l'Allemagne                              | Allemagne                   | AfD        |                               | ENS                           |          |
| Marc Jongen                   |       | Alternative pour l'Allemagne                              | Allemagne                   | AfD        |                               | ENS                           |          |
| Markus Buchheit               |       | Alternative pour l'Allemagne                              | Allemagne                   | AfD        |                               | ENS                           |          |
| Hans Neuhoff                  |       | Alternative pour l'Allemagne                              | Allemagne                   | AfD        |                               | ENS                           |          |
| Irmhild Boßdorf               |       | Alternative pour l'Allemagne                              | Allemagne                   | AfD        |                               | ENS                           |          |
| Arno Bausemer                 |       | Alternative pour l'Allemagne                              | Allemagne                   | AfD        |                               | ENS                           |          |
| Siegbert Droese               |       | Alternative pour l'Allemagne                              | Allemagne                   | AfD        |                               | ENS                           |          |
| Tomasz Froelich               |       | Alternative pour l'Allemagne                              | Allemagne                   | AfD        |                               | ENS                           |          |
| Anja Arndt                    |       | Alternative pour l'Allemagne                              | Allemagne                   | AfD        |                               | ENS                           |          |
| Mary Khan-Hohloch             |       | Alternative pour l'Allemagne                              | Allemagne                   | AfD        |                               | ENS                           |          |
| Alexander Sell                |       | Alternative pour l'Allemagne                              | Allemagne                   | AfD        |                               | ENS                           |          |
| Katarina Barley               |       | Parti social-démocrate d'Allemagne                        | Allemagne                   | SPD        |                               | S&D                           |          |
| Jens Geier                    |       | Parti social-démocrate d'Allemagne                        | Allemagne                   | SPD        |                               | S&D                           |          |
| Maria Noichl                  |       | Parti social-démocrate d'Allemagne                        | Allemagne                   | SPD        |                               | S&D                           |          |
| Bernd Lange                   |       | Parti social-démocrate d'Allemagne                        | Allemagne                   | SPD        |                               | S&D                           |          |
| Birgit Sippel                 |       | Parti social-démocrate d'Allemagne                        | Allemagne                   | SPD        |                               | S&D                           |          |
| René Repasi                   |       | Parti social-démocrate d'Allemagne                        | Allemagne                   | SPD        |                               | S&D                           |          |
| Gabriele Bischoff             |       | Parti social-démocrate d'Allemagne                        | Allemagne                   | SPD        |                               | S&D                           |          |
| Udo Bullmann                  |       | Parti social-démocrate d'Allemagne                        | Allemagne                   | SPD        |                               | S&D                           |          |
| Delara Burkhardt              |       | Parti social-démocrate d'Allemagne                        | Allemagne                   | SPD        |                               | S&D                           |          |
| Matthias Ecke                 |       | Parti social-démocrate d'Allemagne                        | Allemagne                   | SPD        |                               | S&D                           |          |
| Sabrina Repp                  |       | Parti social-démocrate d'Allemagne                        | Allemagne                   | SPD        |                               | S&D                           |          |
| Tiemo Wölken                  |       | Parti social-démocrate d'Allemagne                        | Allemagne                   | SPD        |                               | S&D                           |          |
| Vivien Costanzo               |       | Parti social-démocrate d'Allemagne                        | Allemagne                   | SPD        |                               | S&D                           |          |
| Tobias Cremer                 |       | Parti social-démocrate d'Allemagne                        | Allemagne                   | SPD        |                               | S&D                           |          |
| Terry Reintke                 |       | Alliance 90/Les Verts                                     | Allemagne                   | Grüne      |                               | V-ALE                         |          |
| Sergey Lagodinsky             |       | Alliance 90/Les Verts                                     | Allemagne                   | Grüne      |                               | V-ALE                         |          |
| Anna Cavazzini                |       | Alliance 90/Les Verts                                     | Allemagne                   | Grüne      |                               | V-ALE                         |          |
| Michael Bloss                 |       | Alliance 90/Les Verts                                     | Allemagne                   | Grüne      |                               | V-ALE                         |          |
| Hannah Neumann                |       | Alliance 90/Les Verts                                     | Allemagne                   | Grüne      |                               | V-ALE                         |          |
| Martin Häusling               |       | Alliance 90/Les Verts                                     | Allemagne                   | Grüne      |                               | V-ALE                         |          |
| Katrin Langensiepen           |       | Alliance 90/Les Verts                                     | Allemagne                   | Grüne      |                               | V-ALE                         |          |
| Erik Marquardt                |       | Alliance 90/Les Verts                                     | Allemagne                   | Grüne      |                               | V-ALE                         |          |
| Jutta Paulus                  |       | Alliance 90/Les Verts                                     | Allemagne                   | Grüne      |                               | V-ALE                         |          |
| Daniel Freund                 |       | Alliance 90/Les Verts                                     | Allemagne                   | Grüne      |                               | V-ALE                         |          |
| Alexandra Geese               |       | Alliance 90/Les Verts                                     | Allemagne                   | Grüne      |                               | V-ALE                         |          |
| Rasmus Andresen               |       | Alliance 90/Les Verts                                     | Allemagne                   | Grüne      |                               | V-ALE                         |          |
| Fabio De Masi                 |       | Alliance Sahra Wagenknecht - Pour la raison et la justice | Allemagne                   | BSW        |                               | NI                            |          |
| Thomas Geisel                 |       | Alliance Sahra Wagenknecht - Pour la raison et la justice | Allemagne                   | BSW        |                               | NI                            |          |
| Michael von der Schulenburg   |       | Alliance Sahra Wagenknecht - Pour la raison et la justice | Allemagne                   | BSW        |                               | NI                            |          |
| Ruth Firmenich                |       | Alliance Sahra Wagenknecht - Pour la raison et la justice | Allemagne                   | BSW        |                               | NI                            |          |
| Jan-Peter Warnke              |       | Alliance Sahra Wagenknecht - Pour la raison et la justice | Allemagne                   | BSW        |                               | NI                            |          |
| Friedrich Pürner              |       | Alliance Sahra Wagenknecht - Pour la raison et la justice | Allemagne                   | BSW        |                               | NI                            |          |
| Marie-Agnes Strack-Zimmermann |       | Parti libéral-démocrate                                   | Allemagne                   | FDP        |                               | RE                            |          |
| Svenja Hahn                   |       | Parti libéral-démocrate                                   | Allemagne                   | FDP        |                               | RE                            |          |
| Andreas Glück                 |       | Parti libéral-démocrate                                   | Allemagne                   | FDP        |                               | RE                            |          |
| Moritz Körner                 |       | Parti libéral-démocrate                                   | Allemagne                   | FDP        |                               | RE                            |          |
| Jan-Christoph Oetjen          |       | Parti libéral-démocrate                                   | Allemagne                   | FDP        |                               | RE                            |          |
| Martin Schirdewan             |       | Die Linke                                                 | Allemagne                   | Die Linke  |                               | GUE/NGL                       |          |
| Carola Rackete                |       | Indépendante                                              | Allemagne                   | Die Linke  |                               | GUE/NGL                       |          |
| Özlem Demirel                 |       | Die Linke                                                 | Allemagne                   | Die Linke  |                               | GUE/NGL                       |          |
| Christine Singer              |       | Électeurs libres                                          | Allemagne                   | FW         |                               | RE                            |          |
| Engin Eroglu                  |       | Électeurs libres                                          | Allemagne                   | FW         |                               | RE                            |          |
| Joachim Streit                |       | Électeurs libres                                          | Allemagne                   | FW         |                               | RE                            |          |
| Damian Boeselager             |       | Volt Allemagne                                            | Allemagne                   | Volt       |                               | V-ALE                         |          |
| Nela Riehl                    |       | Volt Allemagne                                            | Allemagne                   | Volt       |                               | V-ALE                         |          |
| Kai Tegethoff                 |       | Volt Allemagne                                            | Allemagne                   | Volt       |                               | V-ALE                         |          |
| Martin Sonneborn              |       | Die PARTEI                                                | Allemagne                   | Die PARTEI |                               | NI                            |          |
| Sibylle Berg                  |       | Die PARTEI                                                | Allemagne                   | Die PARTEI |                               | NI                            |          |
| Sebastian Everding            |       | Parti de protection des animaux                           | Allemagne                   | Tiersch.   |                               | GUE/NGL                       |          |
| Manuela Ripa                  |       | Parti écologiste-démocrate                                | Allemagne                   | ÖDP        |                               | PPE                           |          |
| Niels Geuking                 |       | Parti des familles d'Allemagne                            | Allemagne                   | Familie    |                               | PPE                           |          |
| Lukas Sieper                  |       | Parti du progrès                                          | Allemagne                   | PdF        |                               | NI                            |          |